# Локомотив (футбольный клуб, Самара)
«Локомотив» — русский, советский и российский футбольный клуб из Самары.

## Наименования
- 1912—1934 «Железнодорожники»
- 1935 «Желдор»
- 1936—н. в. «Локомотив»
- 1942—1943 Команда товарища Константина Иванова

## История
Команда железнодорожников создана Виктором Крузе в Самаре в 1912 и доминировали в региональном футболе наравне с «Яхт-клубом». Её игроки составляли костяк сборной Самары. В довоенные годы команда 4 раза становилась чемпионом Самары.
В 1930 годах «Локомотив» был одним из сильнейших клубов.
В 1932 году самарские железнодорожники встретились с футболистами Англии и выиграли у них со счетом 4:1.
29 июля 1936 года «Локомотив» (играть должна была сборная Куйбышева), как самый сильный клуб Куйбышева, провёл товарищескую встречу с футболистами ЦДКА, но проиграл со счетом 1:5.
Спортивное «крещение» команды состоялось 12 июля 1938 года в матче 1/128 финала Кубка СССР (½ финала зоны «Нижнее Поволжье») на саратовском стадион «Локомотив» был обыгран «Электрик» (2:0).
18 июля 1938 состоялся матч 1/64 финала (в финале зоны «Нижнее Поволжье») Кубка СССР между куйбышевским «Локомотивом» и сталинградским «Динамо». Газета «Волжская коммуна» от 22 июля 1938 года в статье «Матч закончился скандалом» писала: «10 000 зрителей увидели, как на 85-й минуте, после незабитого „Динамо“ пенальти, при счете 0:1, судья остановил игру и увел команды с поля, так как в команде „Локомотив“ на поле осталось 7 игроков. „Локомотив“ подал протест, но он был отклонен и присуждено техническое поражение».
3 мая 1942 года на стадионе «Локомотив» состоялся матч «Команды капитана Карелина» (так тогда назывались «Крылья Советов» — этот день и считается Днём Рождения команды) с «Командой товарища Константина Иванова» («Локомотив»). Счёт матча 3:5. На матче присутствовали страстный футбольный болельщик, посол Великобритании в СССР Ричард Стаффорд Криппс и советско-венгерский гроссмейстер Андрэ Лилиенталь.
6 июля 1942 «Локомотив» играл с сильной командой столичного, временно расквартированного в Сызрани, авиаучилища — предшественницей команды Василия Сталина ВВС и потерпел самое крупное поражение в истории 1:9.
2 июля 1944 в розыгрыше Кубка ВЦСПС на стадии 1/32 финала в домашнем матче проиграл со счётом 0:3 будущему финалисту — команде «Крылья Советов» (Москва).
«Локомотив» в чемпионатах СССР
| Сезон | Лига       | Зона          | Место  | И | В | Н | П | РМ  |
| ----- | ---------- | ------------- | ------ | - | - | - | - | --- |
| 1946  | Группа III | Нижневолжская | 4 из 7 | 5 | 2 | 3 | 0 | 8-4 |

«Локомотив» в чемпионатах РСФСР
| Сезон | Лига | Зона          | Место  | И  | В  | Н | П | РМ  |
| ----- | ---- | ------------- | ------ | -- | -- | - | - | --- |
| 1950  | КФК  | Нижневолжская | 2 из 9 | 16 | 12 | 1 | 3 | ?-? |

В январе 2005 года из игроков самарского «Локомотива» был создан «Юнит».
В настоящее время[какое?] клуб выступает на региональном уровне. В 2021 году команда принимала участие в Чемпионате Регулярной футбольной лиги-Самара, заняв 17-е место во Второй Лиге C. В 2024 году играла в Чемпионате по футболу в формате 8 на 8 Respect-liga.

## Достижения
Чемпионат Куйбышевской области по футболу
- серебряный призёр (1940)

Чемпионат Самарской области по футболу
- серебряный призёр (2004)
- бронзовый призёр (2003)

Кубок Самарской области по футболу
- победитель (2004)
- финалист (2003)

Суперкубок Самарской области по футболу
- победитель (2003, 2004)

Кубок Куйбышева по футболу
- финалист: 1960
- 1948 — футбольный «Локомотив» чемпион РСФСР среди юношей

## Главные тренеры
- 1946 — Михаил Комаров
- 1950—1952, 1954—1961 Чистов, Александр Евдокимович[11]
- 1953 — Абрамов, Александр Кузьмич